# Inês Brusselmans
Inês Brusselmans Ferreira Martins (Oeiras, 1995) é uma modelo portuguesa vencedora do concurso de beleza Miss Mundo Portugal 2019, sendo assim, irá agora representar Portugal no Miss Mundo 2019 realizado em 14 de dezembro de 2019 em Londres, Reino Unido.